# Prestonia discolor
Prestonia discolor är en oleanderväxtart som beskrevs av R. E. Woodson. Prestonia discolor ingår i släktet Prestonia och familjen oleanderväxter. Inga underarter finns listade i Catalogue of Life.